# Handcultivator
Een handcultivator is tuingereedschap bedoeld voor het omwoelen van de bodem. Hierdoor krijgt onkruid minder de kans zich te ontwikkelen en blijft de grond luchtig. Hij bestaat uit een handvat met daaraan een zeer korte (soms ontbrekende) metalen steel die uitloopt in drie of soms vijf tanden. 
De handcultivator wordt soms verward met een handharkje. De cultivator onderscheidt zich van het handharkje door de rondere, scherpere tanden die in tegenstelling tot het handharkje niet naast elkaar gepositioneerd zijn. 

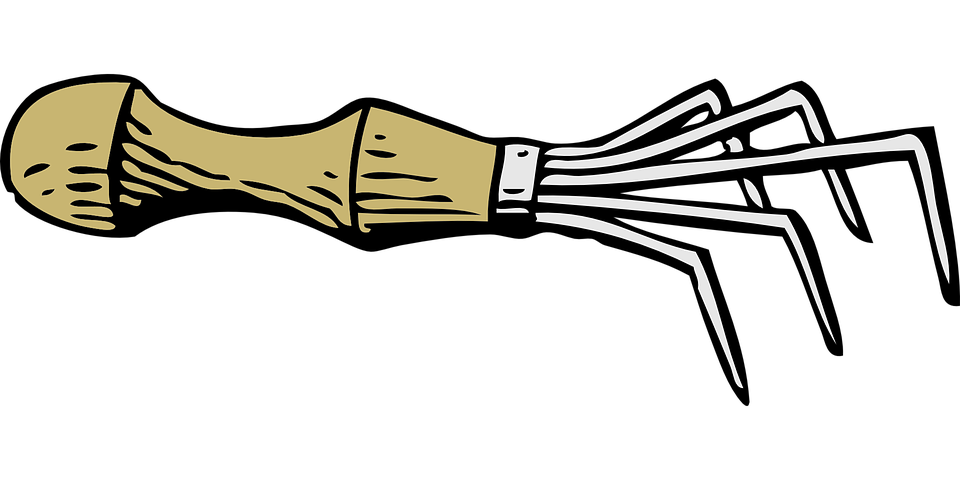
handcultivator